# Port-Saint-Père
Port-Saint-Père – miejscowość i gmina we Francji, w regionie Kraj Loary, w departamencie Loara Atlantycka.
Według danych na rok 2010 gminę zamieszkiwały 2724 osoby, a gęstość zaludnienia wynosiła 83 osoby/km². Nazwa miejscowości pochodzi od imienia św. Piotra.